# 莱特纳公园

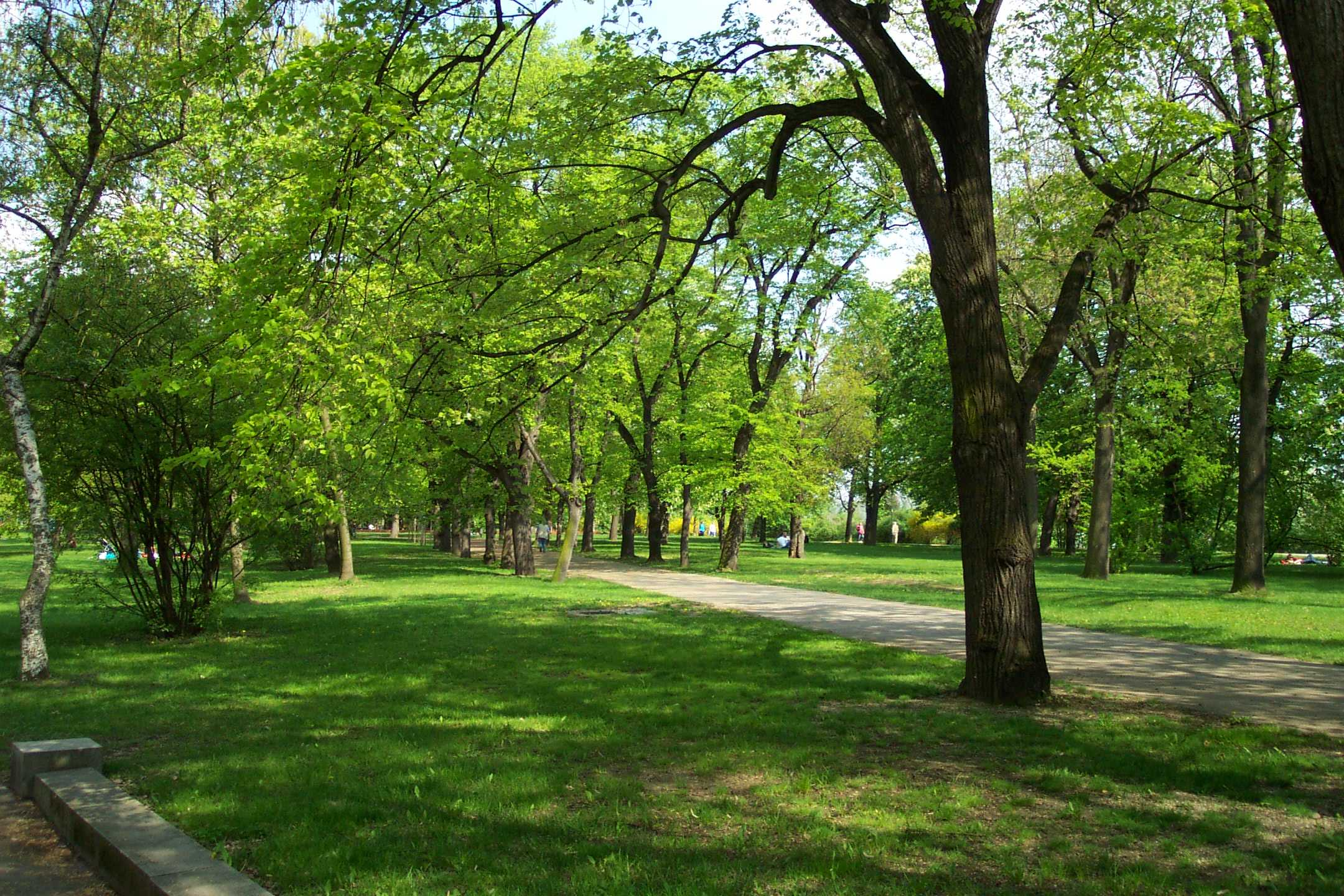
莱特纳公园

莱特纳公园（Letenské sady）是捷克布拉格的一个大型公园，位于沿伏尔塔瓦河陡峭的河堤上方的高地，其高度和位置适合眺望布拉格老城。 

## 历史
1955年，在公园边上竖立巨大的斯大林雕像。这座雕像在1962年被毁，留下了一个大型的大理石基座。
天鹅绒革命期间，在莱特纳公园旁的莱特纳平原，举行了反对共产政府的重要示威。1989年11月25日和26日，大约75万人这里举行抗议，随后发生了11月27日全国大罢工。 
1996年9月7日，迈克尔·杰克逊的HIStory世界巡回演唱会在莱特纳公园揭幕，大约127,000人出席了音乐会。 
欧洲最古老的旋转木马位于莱特纳公园。
50°05′37.45″N 14°24′45.12″E / 50.0937361°N 14.4125333°E 50°05′47.75″N 14°25′30.00″E / 50.0965972°N 14.4250000°E